# Меткаф, Фрэнклин Пост
Фрэнклин Пост Меткаф (англ. Franklin Post Metcalf; 1892—1955) — американский ботаник, обладатель стипендии Гуггенхайма в 1940 году.

## Биография
Родился 10 июня 1892 года в городе Оберлин в штате Огайо. Учился в Оберлинском колледже, окончил его в 1913 году. С 1913 по 1916 год работал ботаником в Корнеллском университете. В 1917 году был назначен ассистентом-биологом службы Министерства сельского хозяйства США по Северной Дакоте. В 1918—1919 годах служил в войсках связи США.
С 1923 по 1928 год Меткаф был профессором Фуцзяньского христианского университета, занимался изучением местной флоры. В 1930—1931 годах — в Линнаньском университете. В 1931 году защитил диссертацию доктора философии, посвящённую морфологии и гистологии злаков, в Корнеллском университете. С 1932 года Меткаф работал куратором гербария Линнаньских службы естественной истории и музея.
В 1940 году вернулся в США, став обладателем стипендии Гуггенхайма занимался научной деятельностью в Арнольд-Арборетуме. До 1942 года являлся научным сотрудником Арборетума.
В 1942 году был призван в военно-воздушные силы США в звании капитана, в 1943 году был повышен до майора, в отставке с 1947 года.
Скончался 3 апреля 1955 года от инфаркта.

## Некоторые научные публикации
- Metcalf, F. P. Wild-duck foods of North Dakota lakes. — 1931. — 72 p.
- Metcalf, F. P. New species and critical notes on Rubus // Lingnan Science Journal. — 1940. — Vol. 19(1). — P. 21—37.
- Metcalf, F. P. Eight New Species of Leguminosae from southeastern China // Lingnan Science Journal. — 1940. — Vol. 19(4). — P. 549—563.

## Некоторые виды растений, названные именем Ф. Меткафа
- Adina metcalfii Merr. ex H.L.Li, 1943 — Pertusadina metcalfii (Merr. ex H.L.Li) Y.F.Deng & C.M.Hu, 2006
- Cryptocarya metcalfiana C.K.Allen, 1942
- Diospyros metcalfii Chun & H.Y.Chen, 1936
- Diplazium metcalfii Ching, 1936
- Eurya metcalfiana Kobuski, 1939
- Lindera metcalfiana C.K.Allen, 1941
- Mallotus metcalfianus Croizat, 1940
- Schefflera metcalfiana Merr. ex H.L.Li, 1942